# Centrotypus heinrichsi
Centrotypus heinrichsi är en insektsart som beskrevs av Schmidt 1926. Centrotypus heinrichsi ingår i släktet Centrotypus och familjen hornstritar. Inga underarter finns listade i Catalogue of Life.